# Проброс (хоккей с шайбой)
Пробро́с (англ. Icing) — нарушение правил в хоккее с шайбой, при котором игрок, находясь на своей половине площадки (в средней зоне, зоне защиты или зоне за воротами), бросает, ударяет или отбивает шайбу на половину поля соперника, и шайба пересекает линию ворот соперника, никого по пути не коснувшись. При фиксации проброса линейный или главный судья матча подаёт сигнал свистком, после которого игра и время на табло останавливаются, а шайба переносится в круг вбрасывания в зоне защиты пробросившей команды. При этом пробросившая команда не имеет права сменить своё игровое звено.

## История появления и развития правила
Впервые правило проброса было введено в Национальной хоккейной лиге (НХЛ) в сентябре 1937 года, с целью устранить широко распространённую на тот момент тактику затягивания игрового времени, которой пользовались команды для сохранения преимущества в счёте. Игра 18 ноября 1931 года между «Нью-Йорк Американс» и «Бостон Брюинз» явилась ярким примером, который привёл к запрету данной тактики и введению проброса в правила. В том матче «Американс», сохраняя преимущество над «Брюинз» со счётом 3-2, пробросили шайбу более 50 раз. В итоге болельщики пришли в ярость и стали бросать на лёд мусор, что привело к задержке игры, а команды были отправлены в раздевалки. Когда команды встретились снова, но уже 3 декабря в Нью-Йорке, уже «Брюинз» пробросили шайбу 87 раз, дабы не уступить в нулевой ничьей.
Без особых изменений правило проброса просуществовало до июня 1951 года, когда в него были внесены поправки, согласно которым проброс отменялся, если вратарь касался шайбы.
В сезоне 1990/1991 лига снова внесла изменения в правило — отныне нарушение не фиксировалось, если шайба прошла через площадь ворот или коснулась площади ворот, когда вратарь был заменён на шестого полевого игрока. Позже НХЛ дополнила правило — проброс не фиксировался, если определялось, что вратарь двигался навстречу шайбе, приближающейся к линии ворот.
Изначально правило проброса, сформулированное в НХЛ, применялось по отношению к команде независимо от того, играет она в большинстве или в меньшинстве. Несмотря на то, что Всемирная Хоккейная Ассоциация (ВХА) никогда не применяла правило проброса в отношении команды, находящейся в меньшинстве, Федерация хоккея США начала рассматривать отмену данного частного применения только в 2009 году, проведя для этого экспериментальные сезоны в Массачусетсе и на Аляске в 2007—2009 годах.
Международная федерация Хоккея на Льду (ИИХФ) приняла правило, так называемого, проброса без касания (англ. no-touch icing) после инцидента, который произошёл в одном из матчей в Первой чехословацкой хоккейной лиге 5 января 1990 года. В гостевом матче чемпионата с «Кошице», за 02:02 до конца, защитник Людек Чайка, стремясь добраться до шайбы и не допустить проброс, на полном ходу врезался в борт и, получив серьёзную травму позвоночника, умер несколько недель спустя.
Развитие хоккея продолжалось, скорость игры росла, что заставляло некоторые команды намеренно пробрасывать шайбу, чтобы остановить игру и получить время на передышку и замену звеньев на более свежие. Учитывая этот факт, НХЛ, в рамках крупного обновления правил игры после локаута 2004/2005, вновь дополнила правило проброса, которое начинало действовать с сезона 2005/2006.
В новой редакции фиксация проброса накладывала запрет на команду, допустившую нарушение, на замену игрового звена до следующего вбрасывания. Исключением являлась только вынужденная замена травмированного игрока. Целью данного изменения было повышение скорости игры за счет сокращения остановок, связанных с пробросами, а также побуждение команд работать с шайбой на льду и играть в хоккей, а не использовать возможность для отдыха своих игроков.
В некоторых юношеских лигах (например, в WHL) нарушившей команде разрешается заменять игроков после проброса только в случае, если шайба была проброшена из нейтральной зоны (между синей линией защиты и красной линией). Если же проброс был выполнен из зоны защиты — замена запрещена.

## Описание и виды проброса
Существует три вида пробросов:

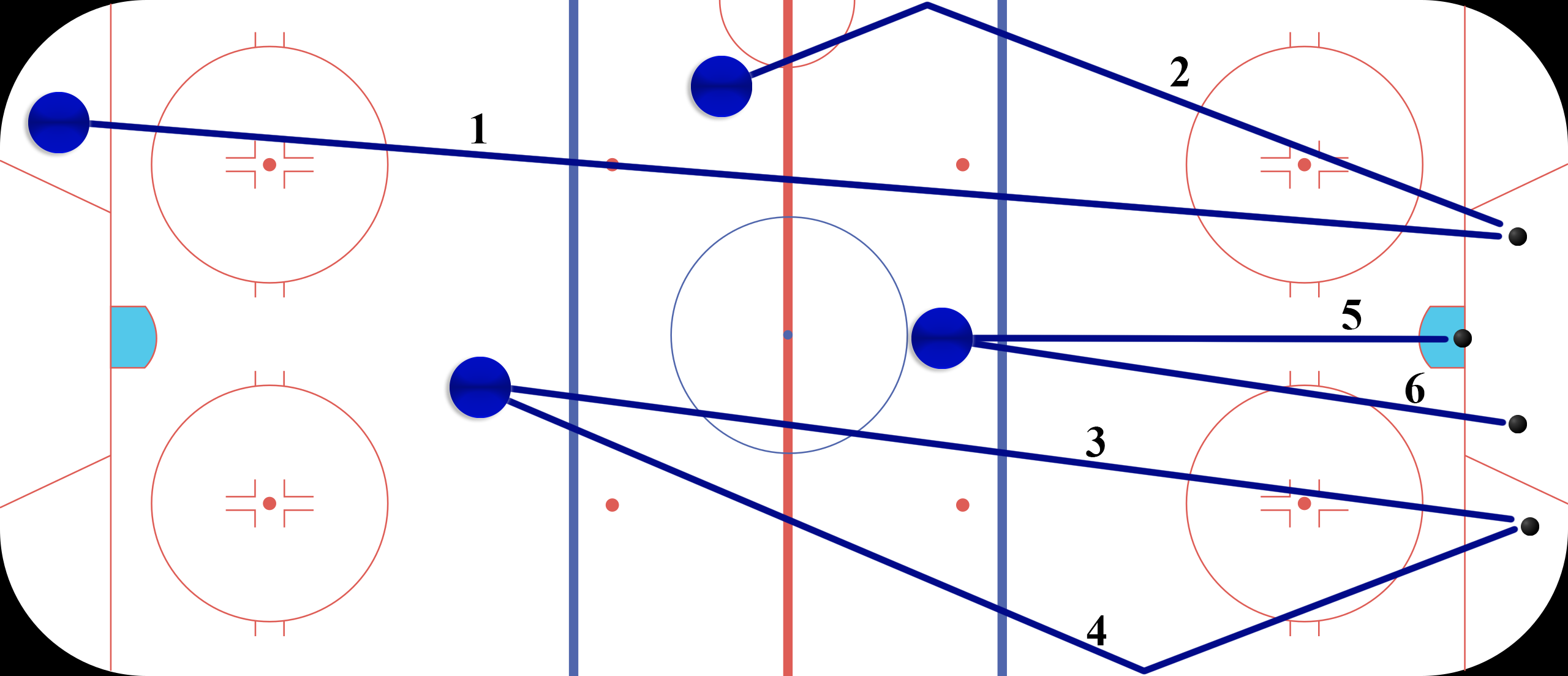
Траектории 1, 2, 3, 4 приводят к фиксации проброса. Траектории 5 и 6 пробросами не являются.

1. Проброс касанием (англ. touch icing) — фиксируется в момент касания шайбы, пересёкшей линию ворот, любым игроком команды соперника за исключением вратаря. Если же первым до шайбы касается вратарь, то нарушение отменяется, и игра в таком случае продолжается.
2. Проброс без касания (англ. no-touch icing) или автоматический проброс (англ. automatic icing) — фиксируется при пересечении шайбой линии ворот соперника.
3. Гибридный проброс (англ. hybrid icing) — фиксируется при одновременном соблюдении двух условий: а) шайба пересекла линию ворот, б) игрок команды соперника пересёк воображаемую линию, проведенную через точки вбрасывания в своей зоне, раньше игрока пробросившей команды. Данный тип проброса был введён с целью снижения риска столкновений игроков играющих команд и, как следствие, уменьшения возможного травматизма у бортов, который неизбежно возникал при пробросе касанием. Гибридный проброс был введён в НХЛ С сезона 2013/2014.

## Дальнейшая эволюция правила проброса
2014 год — ИИХФ, после завершения чемпионата мира 2014 года, перешла на применение правила гибридного проброса.
3 июня 2017 года федерация хоккея США приняла изменение в правило проброса, которое восстановило практику применения данного правила к команде, находящейся в меньшинстве. Однако данное изменение распрастраняется только на возрастные группы до 14 лет и младше.
С сезона НХЛ 2017/2018 команде, нарушившей правило проброса, запрещается брать тайм-аут непосредственно после нарушения.
С сезона НХЛ 2019/2020 нападающая команда имеет право самостоятельно решить, в какой именно точке вбрасывания они хотят провести вбрасывание шайбы после проброса.

## Жесты судей при пробросе

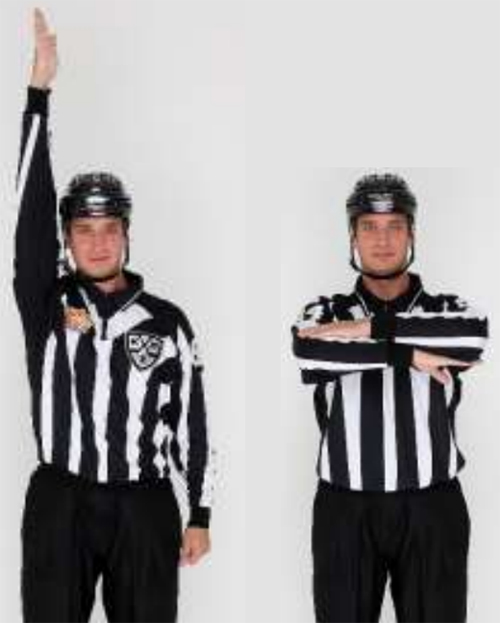
Жест судьи при возникновении потенциального проброса (слева) и после фиксации проброса (справа)

Как и для любых других нарушений хоккейных правил, для обозначения возможного проброса и его фиксации, у судей есть определённый набор движений.
При возникновении потенциального проброса один из линейных судей полностью выпрямляет одну руку вверх и держит её в таком положении либо пока проброс не будет зафиксирован свистком другим линейным арбитром или главным судьей, либо пока проброс не будет отменён.
После фиксации проброса судья, поднявший руку, скрещивает руки на уровне груди перед собой, затем указывает рукой на соответствующую точку вбрасывания и едет к ней производить вбрасывание.

## Исключения из правила
Несмотря на то, что правило проброса прошло длинный путь становления и является базовым правилом хоккея с шайбой, направленным на повышение скорости и зрелищности игры, есть ряд исключений, в соответствии с которыми нарушение не фиксируется:
- пробросившая команда играет в меньшинстве в момент, когда игрок допустил проброс;
- проброс произошёл сразу после вбрасывания шайбы, игроком, непосредственно участвовавшим во вбрасывании;
- игрок противоположной команды (за исключением вратаря) имел возможность подобрать шайбу до пересечения ею линии ворот, но не сделал этого;
- вратарь, находясь за пределами площади ворот, двигался по направлению к шайбе;
- шайба при потенциальном пробросе попадает в створ ворот (в этом случае засчитывается взятие ворот).